# Митрофанов, Фёдор Васильевич
Фёдор Васильевич Митрофанов (6 августа 1916 года — 4 февраля 1945 года) — майор Рабоче-крестьянской Красной Армии, участник Великой Отечественной войны, Герой Советского Союза (1943).

## Биография
Родился 6 августа 1916 года в селе Пожня (ныне — Великописаревский район Сумской области Украины). Окончил семь классов школы и один курс машиностроительного техникума. В 1936 году Митрофанов призван на службу в Рабоче-крестьянскую Красную Армию. В 1939 году окончил Чугуевское военное авиационное училище лётчиков. С июня 1941 года — на фронтах Великой Отечественной войны. Воевал в составе 32-го истребительного авиационного полка в период с июня по сентябрь 1941 года на самолете И-16, с сентября 1941 года — в составе 445-го истребительного авиаполка на самолетах МиГ-3 и Як-1.
К ноябрю 1942 года старший лейтенант Фёдор Митрофанов командовал эскадрильей 445-го истребительного авиаполка 6-го истребительного авиакорпуса ПВО. К тому времени он совершил 250 боевых вылетов, принял участие в 18 воздушных боях, сбив 10 вражеских самолётов лично и ещё 3 — в составе группы.
Указом Президиума Верховного Совета СССР от 14 февраля 1943 года за «образцовое выполнение боевых заданий командования на фронте борьбы с немецкими захватчиками и проявленные при этом мужество и героизм» старший лейтенант Фёдор Митрофанов был удостоен высокого звания Героя Советского Союза с вручением ордена Ленина и медали «Золотая Звезда» за номером 792.
4 февраля 1945 года командир 2-й эскадрильи 813-го истребительного авиационного полка майор Митрофанов погиб в бою под Розенбергом. Считался не вернувшимся с боевого задания. Фрагменты самолета ЛА-5 и останки Героя Советского Союза были обнаружены поисковой группой "Рубеж" в 2020 году в двух километрах восточнее города Мамоново Калининградской области. 
К моменту гибели совершил около 500 боевых вылетов, сбил 20 вражеских самолётов лично и 3 в группе.

## Награды
- Орден Красного Знамени
- орден Александра Невского[1].

## Память
В честь Митрофанова названы улица и школа, установлены бюст и памятный знак в его родном селе.